# Толстянка плауновидная
Толстянка плауновидная (лат. Crassula muscosa) — вид суккулентных растений рода Толстянка (Crassula) семейства Толстянковые (Crassulaceae), естественно произрастающий на территории Намибии и Капской провинции Южно-Африканской Республики.

## Название
Родовое латинское название Crassula происходит от латинского слова crassus, — «толстый», в основном из-за присутствия у растений этого рода сочных листьев.
Латинский (научный) видовой эпитет muscosa происходит от лат. muscosus — «мшистый, похожий на мох». 
Русский видовой эпитет «плауновидная» происходит от старого названия вида — Crassula lycopodioides, который в настоящее время рассматривается как синоним. Эпитет lycopodioides происходит от латинского lycopodium, – «плаун».

## Описание
Многолетние растения, достигают высоты от 0,1 до 0,4 метра (в некоторых случаях до 0,8 м), имеют прямостоячие, полегающие или часто вьющиеся ветви, более или менее разветвленные. Междоузлия между листьями обычно не выделяются, ветви более или менее одеревеневшие, со старыми листьями, которые обычно остаются прикрепленными к ветвям. Листья сидячие, имеют разнообразные формы от треугольных до яйцевидных, размеры составляют 2-8 на 1-4 мм, они острые или тупые, одинаковой длины по всему растению, голые, более или менее плоские с обеих сторон, мясистые и кожистые. Они могут быть зелеными, серо-зелеными, желтовато-зелеными или коричневыми.

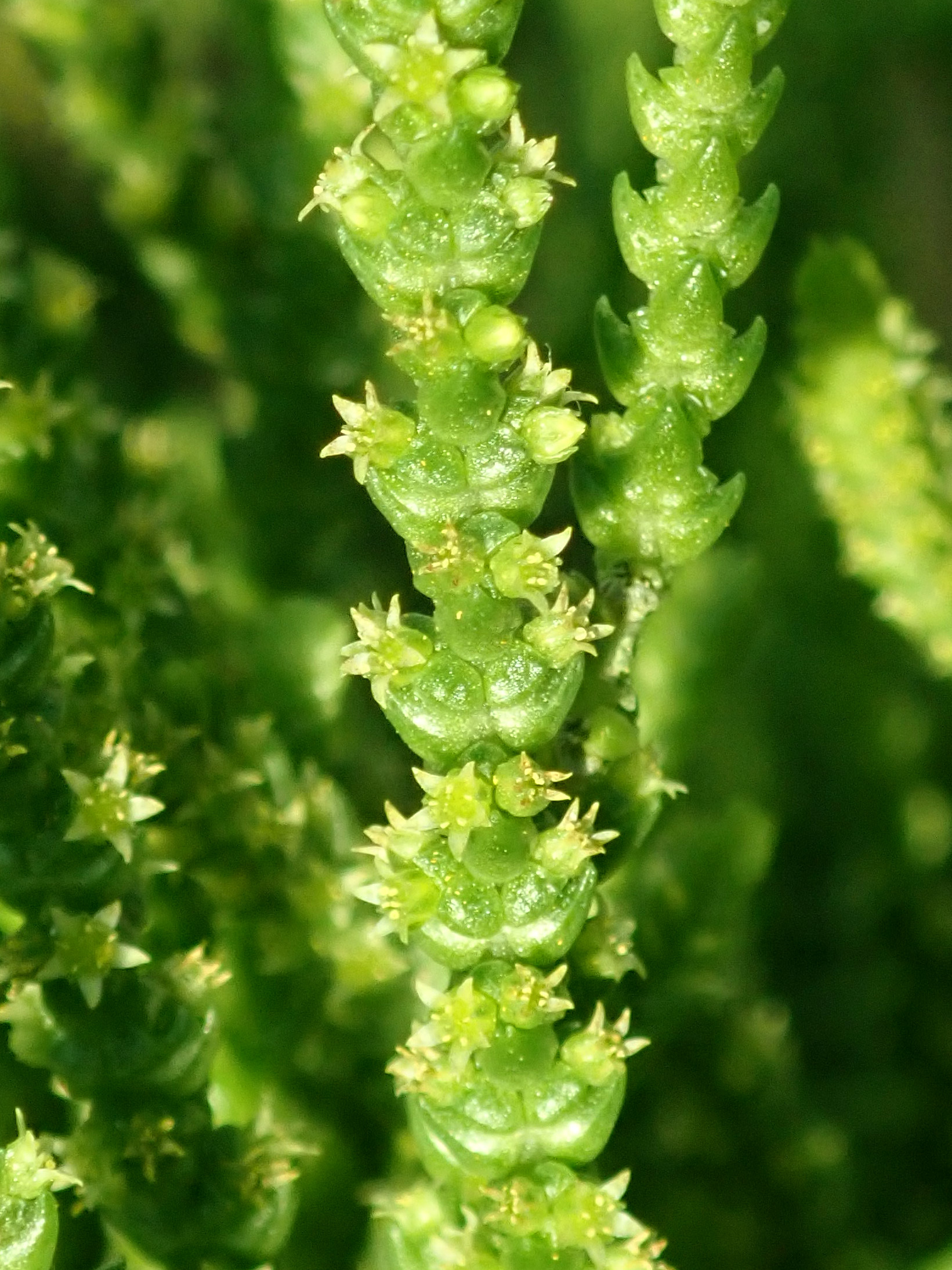
Цветки

Соцветие представляет собой тирс с многочисленными обычно сидячими дихазиями в пазухах листьев, иногда с терминальным разрастанием попеременно цветковых и вегетативных узлов, с сидячими 5-членными цветками. Чашечка состоит из узко-треугольных долей, длиной 0,8-1,5 мм, обычно занимающих от половины до двух третей длины лепестков, они острые, но не заостренные, мясистые, от зеленого до коричневого цвета. Венчик чашевидный, у основания едва сросшийся, от бледно-желтовато-зеленого до коричневого; доли узкотреугольные, 1-2 мм длины, резко острые и более или менее килевидные, прямостоячие. Тычинки с желтыми пыльниками. Семена освобождаются преимущественно через апикальную пору листовки, реже – путем базального окольного разреза.

## Распространение и экология
Вид характеризуется высокой изменчивостью и обитает на каменистых склонах.

## Таксономия
Crassula muscosa L., первое упоминание в Pl. Rar. Afr.: 10 (1760).

### Синонимы
- Tetraphyle littoralis Eckl. & Zeyh.
- Tetraphyle lycopodioides Eckl. & Zeyh.
- Sedum lycopodiodes Kuntze
- Sedum muscosum Kuntze
- Combesia muscosa (L.) P.V.Heath
- Combesia muscosa var. acuminata (G.D.Rowley) P.V.Heath
- Combesia muscosa var. anguina (Harv.) P.V.Heath
- Combesia muscosa var. fragilis (G.D.Rowley) P.V.Heath
- Combesia muscosa var. fulva (G.D.Rowley) P.V.Heath
- Combesia muscosa var. littoralis (Eckl. & Zeyh.) P.V.Heath
- Combesia muscosa var. obtusifolia (Harv.) P.V.Heath
- Combesia muscosa var. pseudolycopodioides (Dinter & Schinz) P.V.Heath
- Combesia muscosa var. purpusii (G.D.Rowley) P.V.Heath
- Combesia muscosa var. variegata P.V.Heath
- Crassula anguina Harv.
- Crassula imbricata Burm.f.
- Crassula imbricata Soland.
- Crassula littoralis Endl.
- Crassula lycioides E.Mey. ex Harv. & Sond.
- Crassula lycopodioides Lam.
- Crassula lycopodioides f. acuminata H.Jacobsen
- Crassula lycopodioides f. fragilis H.Jacobsen
- Crassula lycopodioides f. fulva H.Jacobsen
- Crassula lycopodioides f. purpusii H.Jacobsen
- Crassula lycopodioides var. variegata E.Lamb
- Crassula pseudolycopodioides Dinter & Schinz
- Crassula muscosa var. muscosa
- Tetraphyle muscosa Eckl. & Zeyh.
- Crassula muscosa f. pseudolycopodioides (Dinter & Schinz) E.Laguna, P.P.Ferrer & D.Guillot

### Разновидности
Данные WFOPL на декабрь 2023 :

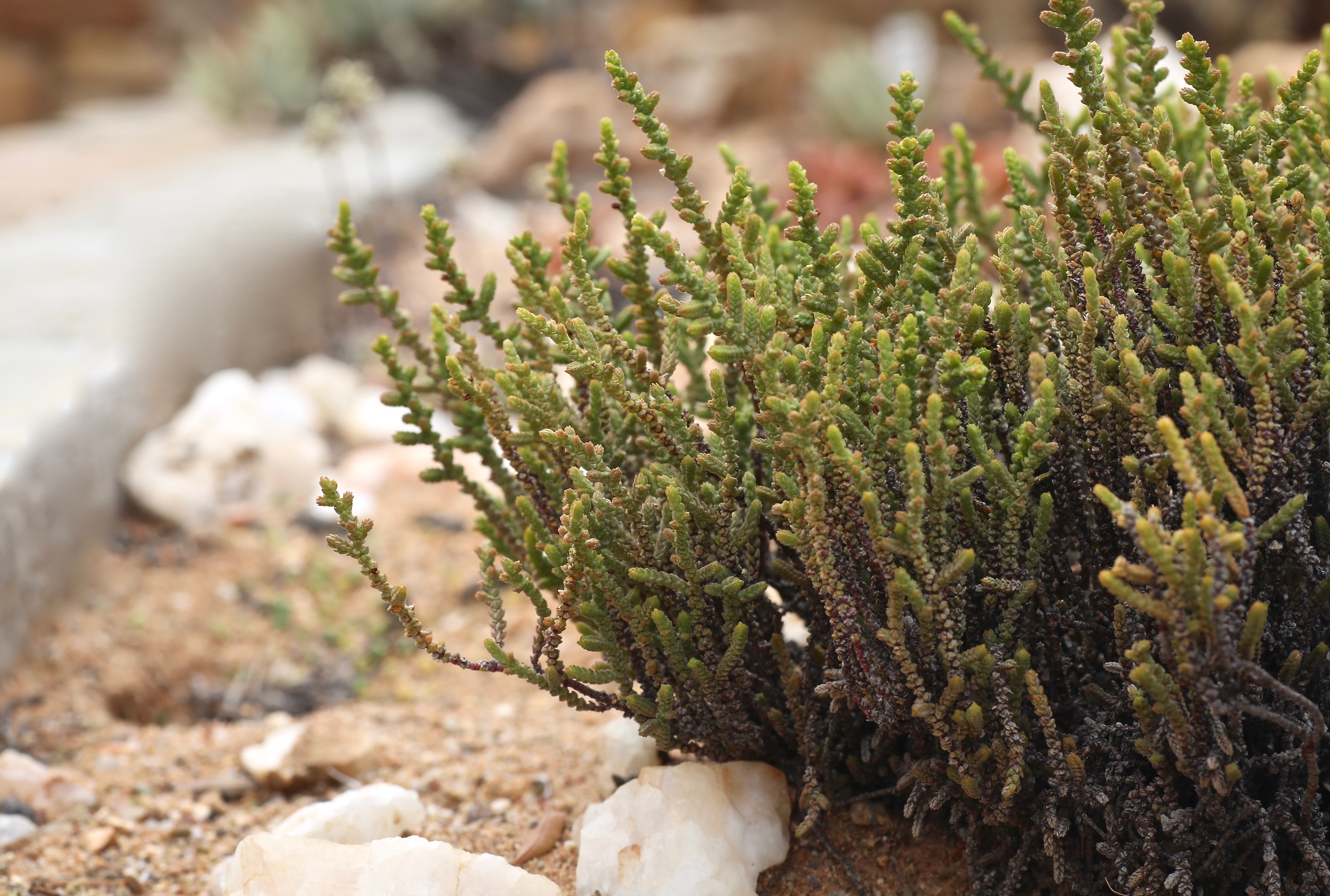
Crassula muscosa var. obtusifolia

- Crassula muscosa var. obtusifolia (Harv.) G.D.Rowley
- Crassula muscosa var. parvula (Eckl. & Zeyh.) Toelken
- Crassula muscosa var. polpodacea (Harv.) G.D.Rowley
- Crassula muscosa var. rigida Toelken
- Crassula muscosa var. sinuata Toelken
- Crassula muscosa var. muscosa (рассматривается WFOPL как синоним самого вида[4], в то время как POWO определяет его как отдельную разновидность[2])

## Выращивание
Размножение происходит семенами или стеблевыми черенками.